# Phyllis Lyons
Phyllis Lyons est une actrice américaine, née le 20 août 1960 à New Brunswick, dans l’État du New Jersey (États-Unis).

## Filmographie
- 1993 : L'Affaire Amy Fisher : Désignée coupable de John Herzfeld
- 1995 : Sur la route de Madison de Clint Eastwood